# Стенілешть (комуна)
Стенілешть, Стенілешті (рум. Stănilești) — комуна у повіті Васлуй в Румунії. До складу комуни входять такі села (дані про населення за 2002 рік):
- Богдана-Волосень (209 осіб)
- Буду-Кантемір (329 осіб)
- Гура-Веїй (507 осіб)
- Керсекосу (549 осіб)
- Погенешть (1188 осіб)
- Серату (57 осіб)
- Стенілешть (3043 особи)

Комуна розташована на відстані 291 км на північний схід від Бухареста, 33 км на схід від Васлуя, 74 км на південний схід від Ясс, 133 км на північ від Галаца.

## Населення
За даними перепису населення 2002 року у комуні проживали 5882 особи, усі — румуни. Усі жителі комуни рідною мовою назвали румунську.
Склад населення комуни за віросповіданням:
| Релігія        | Кількість осіб | Відсоток |
| -------------- | -------------- | -------- |
| православні    | 5868           | 99,8%    |
| адвентисти     | 6              | 0,1%     |
| римо-католики  | 3              | 0,1%     |
| реформати      | 1              | < 0,1%   |
| греко-католики | 1              | < 0,1%   |